# Bobsleje na Zimowych Igrzyskach Olimpijskich 1964 – czwórki mężczyzn
Bobslejowe czwórki mężczyzn na Zimowych Igrzyskach Olimpijskich 1964 odbyły się w dniach 5 – 7 lutego na torze Igls. Po czteroletniej przerwie bobsleje powróciły do programu igrzysk olimpijskich. W zawodach wystartowało 18 osad.

## Terminarz
| Data          | Godzina       | Zawody          |
| ------------- | ------------- | --------------- |
| 5 lutego 1964 | 08:30 – 11:05 | Ślizgi nr 1 i 2 |
| 6 lutego 1964 | 09:00 – 10:25 | Ślizg nr 3      |
| 7 lutego 1964 | 09:15 – 10:55 | Ślizg nr 4      |

| Pozycja | Osada | Zawodnicy                                                                  | Ślizg 1 | Ślizg 2 | Ślizg 3                   | Ślizg 4                   | Łącznie                   |
| ------- | ----- | -------------------------------------------------------------------------- | ------- | ------- | ------------------------- | ------------------------- | ------------------------- |
| 1.      | CAN-1 | Doug Anakin John Emery Vic Emery Peter Kirby                               | 1:02,99 | 1:03,82 | 1:03,64                   | 1:04,01                   | 4:14,46                   |
| 2.      | AUT-1 | Erwin Thaler Adolf Koxeder Josef Nairz Reinhold Durnthaler                 | 1:03,67 | 1:03,94 | 1:03,74                   | 1:04,13                   | 4:15,48                   |
| 3.      | ITA-2 | Eugenio Monti Sergio Siorpaes Benito Rigoni Gildo Siorpaes                 | 1:03,43 | 1:04,07 | 1:04,02                   | 1:04,08                   | 4:15,60                   |
| 4,      | ITA-2 | Sergio Zardini Sergio Mocellini Ferruccio Dalla Torre Romano Bonagura      | 1:03,95 | 1:04,10 | 1:03,59                   | 1:04,25                   | 4:15,89                   |
| 5.      | GER-1 | Franz Schelle Ludwig Siebert Josef Sterff Otto Göbl                        | 1:04,21 | 1:03,50 | 1:04,15                   | 1:04,33                   | 4:16,19                   |
| 6.      | USA-1 | William Hickey Reginald Benham William Dundon Charles Pandolph             | 1:03,90 | 1:04,11 | 1:04,43                   | 1:04,79                   | 4:17,23                   |
| 7.      | AUT-2 | Paul Aste Herbert Gruber Andreas Arnold Hans Stoll                         | 1:04,65 | 1:04,40 | 1:04,43                   | 1:04,25                   | 4:17,13                   |
| 8.      | SUI-2 | Herbert Kiesel Bernhard Wild Hansruedi Beugger Oskar Lory                  | 1:04,33 | 1:04,54 | 1:04,65                   | 1:04,60                   | 4:18,12                   |
| 9.      | GER-2 | Franz Wörmann Anton Wackerle Rupert Grasegger Hubert Braun                 | 1:04,47 | 1:04,42 | 1:05,25                   | 1:04,54                   | 4:18,68                   |
| 10.     | SUI-1 | Hans Zoller Hans Kleinpeter Fritz Lüdi Robert Zimmermann                   | 1:04,83 | 1:04,52 | 1:04,97                   | 1:04,73                   | 4:19,05                   |
| 11.     | SWE-1 | Kjell Holmström Walter Aronsson Kjell Lutteman Carl-Erik Eriksson          | 1:04,26 | 1:04,04 | 1:04,56                   | 1:06,38                   | 4:19,24                   |
| 12.     | GBR-1 | Anthony Nash Guy Renwick David Lewis Robin Dixon                           | 1:04,56 | 1:05,07 | 1:04,64                   | 1:05,13                   | 4:19,40                   |
| 13.     | GBR-2 | William McCowen Robin Widdows Robin Seel Andrew Hedges                     | 1:04,49 | 1:04,68 | 1:05,53                   | 1:04,73                   | 4:19,43                   |
| 14.     | CAN-2 | Monty Gordon Chris Ondaatje David Hobart Gordon Currie                     | 1:04,63 | 1:04,43 | 1:05,06                   | 1:05,66                   | 4:19,78                   |
| 15.     | ROU-1 | Ion Panțuru Gheorghe Maftei Constantin Cotacu Hariton Pașovschi            | 1:04,70 | 1:04,89 | 1:05,05                   | 1:05,16                   | 4:19,80                   |
| 16.     | ARG-1 | Héctor Tomasi Fernando Rodríguez Hernán Agote Roberto Bordeu Carlos Tomasi | 1:05,74 | 1:06,08 | 1:07,07                   | 1:06,62                   | 4:25,51                   |
| 17.     | BEL-1 | Jean de Crawhez Camille Liénard Thierry De Borchgrave Charly Bouvy         | 1:07,46 | 1:05,56 | 1:06,51                   | 1:06,31                   | 4:25,84                   |
|         | USA-2 | Larry McKillip Bob Rogers Mike Baumgartner Jim Lamy                        | 1:03,92 | 1:04,22 | Nie ukończyli konkurencji | Nie ukończyli konkurencji | Nie ukończyli konkurencji |